# Championnats d'Europe d'athlétisme 2014
Navigation
Les 22es Championnats d'Europe d'athlétisme se sont déroulés à Zurich en Suisse du 12 au 17 août 2014 sous l'égide de l'Association européenne d'athlétisme (AEA) et de la Fédération suisse d'athlétisme (SA). C'est la seconde fois qu'ils sont organisés en Suisse après Berne en 1954, et la première fois à Zurich qui a remporté cette organisation sur les candidatures d'Amsterdam et de Bydgoszcz, en mai 2010.
Les 24 épreuves masculines et 23 féminines se disputent au stade du Letzigrund (et dans les rues de Zurich pour la marche et le marathon) qui accueille chaque année le meeting du Weltklasse. Les Championnats d'Europe 2014, au contraire des précédents, comportent des épreuves de marathon et des épreuves de marche, lesquelles ne sont pas disputées dans lesdits championnats lors des années olympiques.
Pour la première fois depuis 1990, un record du monde est battu lors de cette compétition : le Français Yohann Diniz améliore la meilleure marque mondiale sur 50 kilomètres marche en parcourant la distance en 3 h 32 min 33 s.

## Organisation
Les championnats d'Europe d'athlétisme sont organisés par une société créée pour l'occasion et détenue principalement par les meetings Weltklasse (65 %) et Athletissima (20 %).

### Calendrier
| S | Séries | Q | Qualifications | ½ | Demi-finale | F | Finale | M | Matin | A | Après-Midi |

| Date →            | 12 | 12 | 13 | 13 | 14 | 14 | 15 | 15 | 16 | 16 | 17 | 17 |
| Épreuve ↓         | M  | A  | M  | A  | M  | A  | M  | A  | M  | A  | M  | A  |
| ----------------- | -- | -- | -- | -- | -- | -- | -- | -- | -- | -- | -- | -- |
| 100 m             | S  |    |    | F  |    |    |    |    |    |    |    |    |
| 200 m             |    |    |    |    | S  | ½  | F  |    |    |    |    |    |
| 400 m             | S  |    |    | ½  | F  |    |    |    |    |    |    |    |
| 800 m             | S  |    |    | ½  | F  |    |    |    |    |    |    |    |
| 1 500 m           |    |    |    |    |    |    | S  |    |    |    |    | F  |
| 5 000 m           |    |    |    |    |    |    | S  |    |    |    |    | F  |
| 10 000 m          |    |    |    | F  |    |    |    |    |    |    |    |    |
| Marathon          |    |    |    |    |    |    |    |    |    |    | F  |    |
| 110 m haies       |    |    | S  |    |    | F  |    |    |    |    |    |    |
| 400 m haies       | S  |    |    | ½  |    |    |    | F  |    |    |    |    |
| 3 000 m steeple   | S  |    |    |    |    | F  |    |    |    |    |    |    |
| 4 × 100 m         |    |    |    |    |    |    |    |    |    | S  |    | F  |
| 4 × 400 m         |    |    |    |    |    |    |    |    |    | S  |    | F  |
| 20 km marche      |    |    | F  |    |    |    |    |    |    |    |    |    |
| 50 km marche      |    |    |    |    |    |    | F  |    |    |    |    |    |
| Saut en longueur  |    |    |    |    |    |    |    | Q  |    |    |    | F  |
| Triple saut       | Q  |    |    |    |    | F  |    |    |    |    |    |    |
| Saut en hauteur   |    |    | Q  |    |    |    |    | F  |    |    |    |    |
| Saut à la perche  |    |    |    |    | Q  |    |    |    |    | F  |    |    |
| Lancer du poids   | Q  | F  |    |    |    |    |    |    |    |    |    |    |
| Lancer du disque  |    | Q  |    | F  |    |    |    |    |    |    |    |    |
| Lancer du marteau |    |    |    |    | Q  |    |    |    |    | F  |    |    |
| Lancer du javelot |    |    |    |    |    | Q  |    |    |    |    |    | F  |
| Décathlon         | F  | F  | F  | F  |    |    |    |    |    |    |    |    |

| Date →            | 12 | 12 | 13 | 13 | 14 | 14 | 15 | 15 | 16 | 16 | 17 | 17 |
| Épreuve ↓         | M  | A  | M  | A  | M  | A  | M  | A  | M  | A  | M  | A  |
| ----------------- | -- | -- | -- | -- | -- | -- | -- | -- | -- | -- | -- | -- |
| 100 m             | S  |    |    | F  |    |    |    |    |    |    |    |    |
| 200 m             |    |    |    |    | S  | ½  | F  |    |    |    |    |    |
| 400 m             |    |    |    | ½  |    |    |    | F  |    |    |    |    |
| 800 m             |    |    | S  |    | ½  | F  |    |    |    |    |    |    |
| 1 500 m           | S  |    |    |    |    |    |    | F  |    |    |    |    |
| 5 000 m           |    |    |    |    | S  |    |    |    |    | F  |    |    |
| 10 000 m          |    | F  |    |    |    |    |    |    |    |    |    |    |
| Marathon          |    |    |    |    |    |    |    |    | F  |    |    |    |
| 100 m haies       | S  | ½  |    | F  |    |    |    |    |    |    |    |    |
| 400 m haies       |    |    | S  |    |    | ½  | F  |    |    |    |    |    |
| 3 000 m steeple   |    |    |    |    |    |    | S  |    |    |    |    | F  |
| 4 × 100 m         |    |    |    |    |    |    |    |    |    | S  |    | F  |
| 4 × 400 m         |    |    |    |    |    |    |    |    |    | S  |    | F  |
| 20 km marche      |    |    |    |    | F  |    |    |    |    |    |    |    |
| Saut en longueur  |    | Q  |    | F  |    |    |    |    |    |    |    |    |
| Triple saut       |    |    |    | Q  |    |    |    |    |    | F  |    |    |
| Saut en hauteur   |    |    |    |    |    |    | Q  |    |    |    |    | F  |
| Saut à la perche  | Q  |    |    |    |    | F  |    |    |    |    |    |    |
| Lancer du poids   |    |    |    |    |    |    | Q  |    |    |    |    | F  |
| Lancer du disque  |    |    |    |    |    |    | Q  |    |    | F  |    |    |
| Lancer du marteau |    |    | Q  |    |    |    |    | F  |    |    |    |    |
| Lancer du javelot | Q  |    |    |    |    | F  |    |    |    |    |    |    |
| Heptathlon        |    |    |    |    | F  | F  | F  | F  |    |    |    |    |

### Nations participantes
Près de 1 400 athlètes de 50 nations différentes prennent part à la compétition, et se disputent les podiums de 47 disciplines.
Les cinquante pays membres de l'Association européenne d'athlétisme participent à ces championnats d'Europe 2014.
| - Albanie (2) - Allemagne (93) - Andorre (2) - Arménie (3) - Autriche (13) - Azerbaïdjan (2) - Belgique (34) - Biélorussie (29) - Bosnie-Herzégovine (4) - Bulgarie (22) - Chypre (7) - Croatie (23) - Danemark (14) | - Espagne (74) - Estonie (26) - Finlande (39) - France (64) - Géorgie (3) - Gibraltar (3) - Grèce (26) - Hongrie (27) - Irlande (25) - Islande (5) - Israël (10) - Italie (81) - Lettonie (24) | - Liechtenstein (1) - Lituanie (34) - Luxembourg (4) - Macédoine du Nord (2) - Malte (2) - Moldavie (3) - Monaco (1) - Monténégro (1) - Norvège (40) - Pays-Bas (43) - Pologne (61) - Portugal (40) - Tchéquie (42) | - Roumanie (24) - Royaume-Uni (74) - Russie (93) - Saint-Marin (2) - Serbie (11) - Slovaquie (28) - Slovénie (18) - Suède (60) - Suisse (52) - Turquie (29) - Ukraine (70) |

### Aspects financiers
Le budget de la compétition est de 35 millions de francs suisses. La ville de Zurich, le canton et la confédération y contribuent à hauteur de 10 millions,.
Peu après la fin de la compétition, et bien que les résultats définitifs ne soient pas attendus avant le mois d'octobre, les organisateurs annoncent un déficit d'environ deux millions de francs, soit 6 % du budget. Celui-ci serait dû à un manque de recettes, principalement lié à une vente de billets moins importante que prévu. Le Conseil fédéral décide de combler une partie de ce déficit en octroyant une subvention complémentaire de 700 000 francs.

### Sites

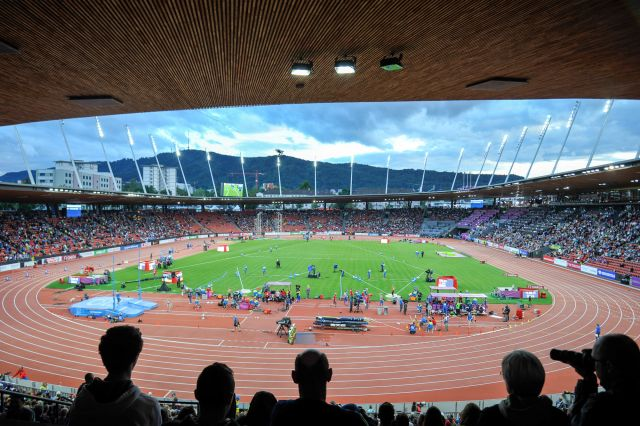
Le Letzigrund lors des championnats d'Europe 2014.

42 des 47 épreuves se déroulent au stade du Letzigrund. Reconstruit pour le Championnat d'Europe de football 2008, il accueille chaque année le meeting du Weltklasse. Le parcours du marathon est constitué d'une boucle de 2,195 kilomètres et d'une autre de 10 kilomètres parcourue quatre fois en ville de Zurich. Les épreuves de marche sont disputées en boucles de 1 ou 2 km, au bord de la Limmat.

### Affluence
Les marathons et les épreuves de marche, dont l'accès est gratuit, attirent plus de 100 000 spectateurs. Le stade accueille au total 150 000 spectateurs, ce qui représente un taux de remplissage de 75 %. Cela est en partie dû au prix des billets, jugé trop élevé.

### Logo et mascotte
Le logo des 22es championnats d'Europe représente les 31 mâts du Stade du Letzigrund qui accueille la compétition. Il a été dessiné par Coralie Wipf et Stephanie Ross.
La mascotte des championnats est la vache « Cooly », qui avait déjà été mascotte lors du championnat du monde de hockey sur glace 2009, organisé en Suisse,.

## Compétition

### Faits marquants
- Mercredi 13 août, Jimmy Vicaut, gêné par le réveil d'une blessure lors des séries, déclare forfait et ne prend pas le départ de sa demi-finale du 100 m. L'épreuve reine perd ainsi l'un des favoris[32].

- Jeudi 14 août, lors de la finale du 3 000 m steeple, le Français Mahiedine Mekhissi-Benabbad termine premier de la course mais est disqualifié pour avoir enlevé son maillot avant de franchir la ligne d'arrivée. Il n'avait d'abord été qu'averti par le jury par un carton jaune, mais la délégation espagnole a déposé une réclamation pour comportement antisportif. C'est le Français Yoann Kowal, classé 2e à l'arrivée, qui récupère la médaille d'or. L'Espagnol Ángel Mullera, classé 4e à l'arrivée, monte sur la dernière marche du podium, podium sur lequel il est sifflé par le public, puis ostensiblement ignoré par Yoann Kowal et Krystian Zalewski, qui se réunissent pour la photo sur la seconde marche du podium[33].

- Vendredi 15 août, lors du 50 km marche, le Français Yohann Diniz bat le record du monde en 3 h 32 min 33 s. Ce 50 km marche a été d'un haut niveau : le second, le Slovaque Matej Tóth, a battu le record national slovaque, et le troisième, le Russe Ivan Noskov, a amélioré son record personnel[34].
- Le Français Christophe Lemaitre devient, grâce à ses trois médailles remportées lors de ce championnat, l'athlète le plus décoré de l'histoire des championnats d'Europe, avec huit médailles[35].

- Dimanche 17 août, lors de la finale du relais 4 × 400 m, en compagnie de Marie Gayot, Muriel Hurtis, et Agnès Raharolahy, Floria Gueï, en tant que dernière relayeuse, réalise l'un des plus beaux exploits du sport français[36]. Partie en quatrième position à plus de dix mètres du trio de tête (Ukraine, Russie et Royaume-Uni), Floria Gueï effectue une remontée historique dans la dernière ligne droite, dépassant ses adversaires pour terminer en tête alors que le podium semblait impossible[37].

- Le Britannique Mohamed Farah devient, lui, l'athlète non-relais le plus décoré de l'histoire des championnats d'Europe[38].

- La France a battu son record total de médailles récoltées lors de championnat d'Europe, soit 25 en tout[réf. nécessaire]. Son ancien record, de 18, avait été établi à Barcelone, en 2010. Le Royaume-Uni, avec 23 médailles, bat également son record total de médailles récoltées lors d'un championnat d'Europe[38].

### Résultats

#### Hommes
| 100 m vent : −0,4 m/s | James Dasaolu 10 s 06 | Christophe Lemaitre 10 s 13 | Harry Aikines-Aryeetey 10 s 22 |
| 200 m vent : −1,6 m/s | Adam Gemili 19 s 98 (EL) | Christophe Lemaitre 20 s 15 | Serhiy Smelyk 20 s 30 (PB) |
| 400 m | Martyn Rooney 44 s 71 (EL) | Matthew Hudson-Smith 44 s 75 (PB) | Donald Sanford 45 s 27 (NR) |
| 800 m | Adam Kszczot 1 min 44 s 15 (SB) | Artur Kuciapski 1 min 44 s 89 (PB) | Mark English 1 min 45 s 03 (=SB) |
| 1 500 m | Mahiedine Mekhissi-Benabbad 3 min 45 s 60 | Henrik Ingebrigtsen 3 min 46 s 10 | Chris O'Hare 3 min 46 s 18 |
| 5 000 m | Mohamed Farah 14 min 5 s 82 | Hayle İbrahimov 14 min 8 s 32 | Andy Vernon 14 min 9 s 48 |
| 10 000 m | Mohamed Farah 28 min 8 s 11 | Andy Vernon 28 min 8 s 66 (SB) | Ali Kaya 28 min 8 s 72 (PB) |
| Marathon | Daniele Meucci 2 h 11 min 8 s (PB) | Yared Shegumo 2 h 12 min 0 s | Aleksey Reunkov 2 h 12 min 15 s |
| 110 m haies vent : + 0,5 m/s | Sergueï Choubenkov 13 s 19 | William Sharman 13 s 27 | Pascal Martinot-Lagarde 13 s 29 |
| 400 m haies | Kariem Hussein 48 s 96 (PB) | Rasmus Mägi 49 s 06 | Denis Kudryavtsev 49 s 16 |
| 3 000 m steeple | Yoann Kowal 8 min 26 s 66 | Krystian Zalewski 8 min 27 s 11 | Ángel Mullera 8 min 29 s 16 |
| 4 × 100 m | Royaume-Uni James Ellington Harry Aikines-Aryeetey Richard Kilty Adam Gemili 37 s 93 (EL) Participation aux séries : Danny Talbot                      | Allemagne Julian Reus Sven Knipphals Alexander Kosenkow Lucas Jakubczyk 38 s 09 (SB)                                                                | France Pierre Vincent Christophe Lemaitre Teddy Tinmar Ben Bassaw 38 s 47                                                             |
| 4 × 400 m | Royaume-Uni Conrad Williams Matthew Hudson-Smith Michael Bingham Martyn Rooney 2 min 58 s 79 (EL) Participation aux séries : Nigel Levine Rabah Yousif | Pologne Rafał Omelko Kacper Kozłowski Łukasz Krawczuk Jakub Krzewina 2 min 59 s 85 (SB) Participation aux séries : Vladimir Krasnov Pavel Trenikhin | France Teddy Atine Mamoudou Hanne Mame-Ibra Anne Thomas Jordier 2 min 59 s 89 Participation aux séries : Yoann Decimus Yannick Fonsat |
| 20 km marche | Miguel Ángel López 1 h 19 min 44 s | Denis Strelkov 1 h 19 min 46 s (PB) | Ruslan Dmytrenko 1 h 19 min 46 s |
| 50 km marche | Yohann Diniz 3 h 32 min 33 s (WR) | Matej Tóth 3 h 36 min 21 s (NR) | Ivan Noskov 3 h 37 min 41 s (PB) |
| Saut en hauteur | Bohdan Bondarenko 2,35 m | Andriy Protsenko 2,33 m | Jaroslav Bába 2,30 m |
| Saut à la perche | Renaud Lavillenie 5,90 m | Paweł Wojciechowski 5,70 m | Jan Kudlička Kévin Menaldo 5,70 m |
| Saut en longueur | Greg Rutherford 8,29 m | Loúis Tsátoumas 8,15 m | Kafétien Gomis 8,14 m |
| Triple saut | Benjamin Compaoré 17,46 m (EL, PB) | Aleksey Fedorov 17,04 m | Yoann Rapinier 17,01 m |
| Lancer du poids | David Storl 21,41 m | Borja Vivas 20,86 m | Tomasz Majewski 20,83 m |
| Lancer du disque | Robert Harting 66,07 m | Gerd Kanter 64,75 m | Robert Urbanek 63,81 m |
| Lancer du marteau | Krisztián Pars 82,69 m (WL, NR) | Paweł Fajdek 82,05 m | Pavel Kryvitski 78,50 m |
| Lancer du javelot | Antti Ruuskanen 88,01 m (EL, PB) | Vítězslav Veselý 84,79 m | Tero Pitkämäki 84,40 m |
| Décathlon | Andrei Krauchanka 8 616 pts (WL) | Kévin Mayer 8 521 pts (PB) | Ilya Shkurenyov 8 498 pts (PB) |
| Records et Performances - AR : Record continental (area record) - CR : Record des championnats (championship record) - MR : Record du meeting (meet record) - NR : Record national (national record) - OR : Record olympique (olympic record) - PR : Record paralympique (paralympic record) - PB : Record personnel (personal best) - SB : Meilleure performance personnelle de la saison (season's best) - WL : Meilleure performance mondiale de l'année (world leader) - WJR : Record du monde junior (world junior record) - WR : Record du monde (world record) Circonstances et Conditions - DNF : N'a pas terminé (did not finish) - DNS : N'a pas pris le départ (did not start) - DQ : Disqualification (disqualification) - NM : Aucun essai valable enregistré (No Mark) - Q : Qualifié « directement » au prochain tour (ou à la prochaine compétition), lors d'une compétition majeure, grâce au classement ou à la réalisation des minima (automatic qualifier) - q : Qualifié au prochain tour (ou à la prochaine compétition), lors d'une compétition majeure, grâce au repêchage ou à la réalisation de l'une des meilleures performances parmi celles des « non qualifiés directement » (grâce au meilleur temps ou à la meilleure distance par exemple) (secondary qualifier) | | | |

#### Femmes

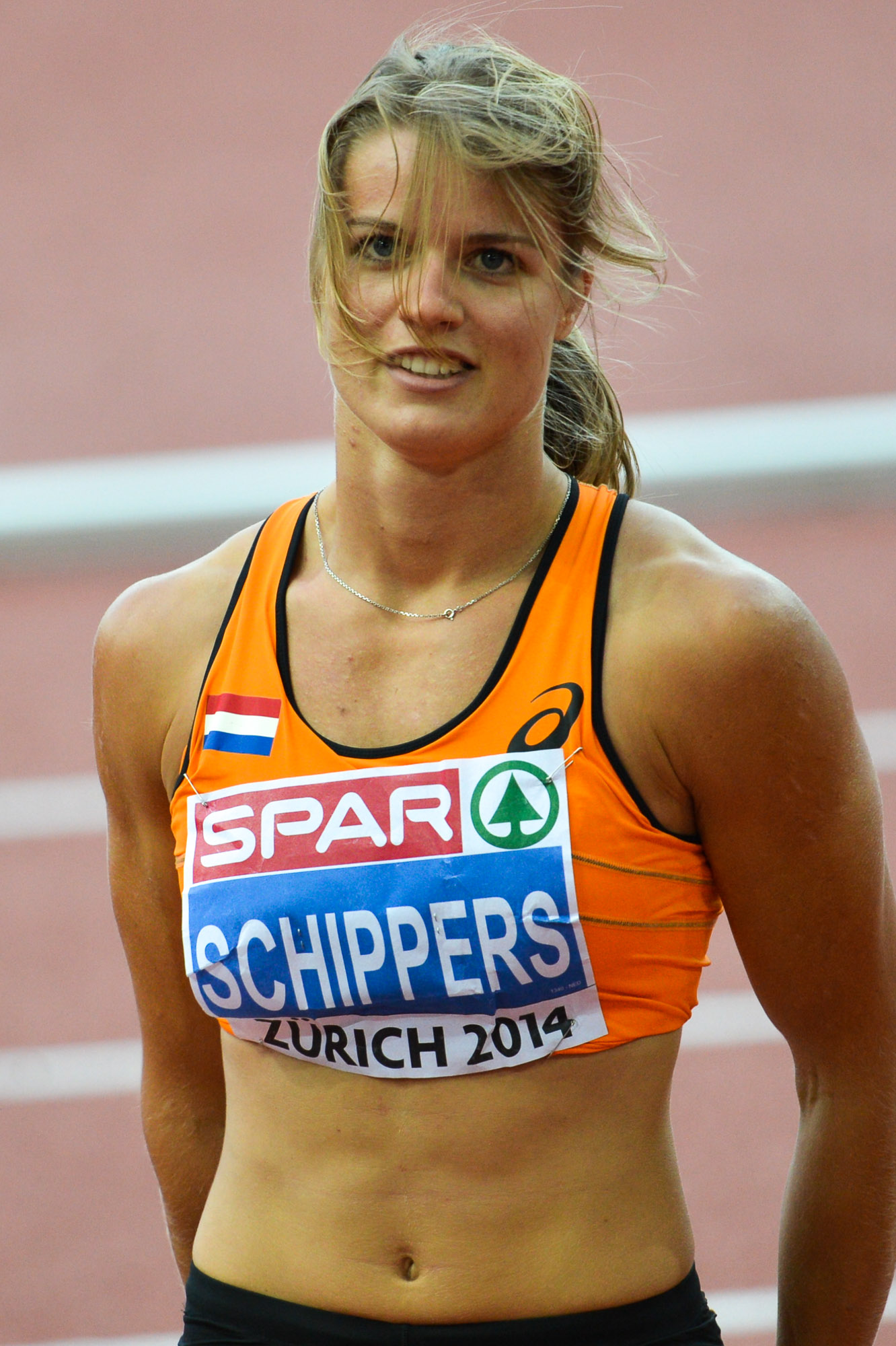
Dafne Schippers remporte le 100 m et 200 m lors de ce championnat.

| 100 m vent : −1,7 m/s | Dafne Schippers 11 s 12 | Myriam Soumaré 11 s 16 | Ashleigh Nelson 11 s 22 |
| 200 m vent : −0,5 m/s | Dafne Schippers 22 s 03 (WL, NR) | Jodie Williams 22 s 46 (PB) | Myriam Soumaré 22 s 58 |
| 400 m | Libania Grenot 51 s 10 | Olha Zemlyak 51 s 36 | Indira Terrero 51 s 38 (SB) |
| 800 m | Maryna Arzamasava 1 min 58 s 15 (EL) | Lynsey Sharp 1 min 58 s 80 (PB) | Joanna Jóźwik 1 min 59 s 63 (PB) |
| 1 500 m | Sifan Hassan 4 min 4 s 18 | Abeba Aregawi 4 min 5 s 18 | Laura Weightman 4 min 6 s 32 |
| 5 000 m | Meraf Bahta 15 min 31 s 39 | Sifan Hassan 15 min 31 s 79 | Susan Krumins 15 min 32 s 82 |
| 10 000 m | Joanne Pavey 32 min 22 s 39 | Clémence Calvin 32 min 23 s 58 | Laila Traby 32 min 26 s 03 (PB) |
| Marathon | Christelle Daunay 2 h 25 min 14 s (CR) | Valeria Straneo 2 h 25 min 27 s | Jéssica Augusto 2 h 25 min 41 s |
| 100 m haies vent : - 0,7 m/s | Tiffany Porter 12 s 76 | Cindy Billaud 12 s 79 | Cindy Roleder 12 s 82 (PB) |
| 400 m haies | Eilidh Child 54 s 48 | Hanna Titimets 54 s 56 (PB) | Denisa Rosolová 54 s 70 |
| 3 000 m steeple | Antje Möldner-Schmidt 9 min 29 s 43 (SB) | Charlotta Fougberg 9 min 30 s 16 | Diana Martín 9 min 30 s 70 (PB) |
| 4 × 100 m | Royaume-Uni Asha Philip Ashleigh Nelson Jodie Williams Desiree Henry 42 s 24 (EL, NR) Participation aux séries : Anyika Onuora                  | France Céline Distel-Bonnet Ayodelé Ikuesan Myriam Soumaré Stella Akakpo 42 s 45                                                               | Russie Marina Panteleyeva Natalia Rusakova Yelizaveta Savlinis Kristina Sivkova 43 s 22 (SB) Participation aux séries : Yekaterina Vukolova   |

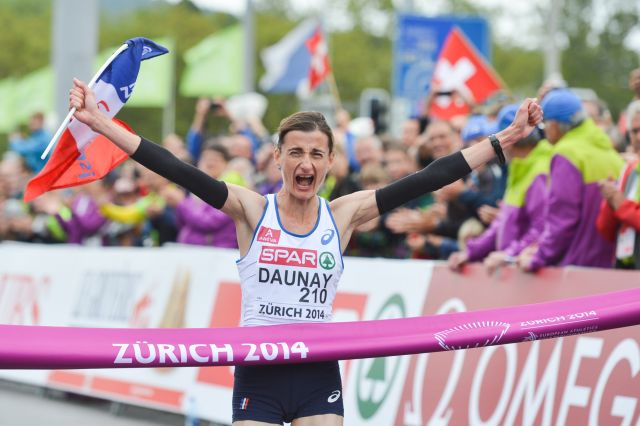
Christelle Daunay à l'arrivée du marathon.

| 4 × 400 m | France Marie Gayot Muriel Hurtis Agnès Raharolahy Floria Gueï 3 min 24 s 27 (EL) Participation aux séries : Estelle Perrossier Phara Anacharsis | Ukraine Nataliya Pyhyda Hrystyna Stuy Hanna Ryzhykova Olha Zemlyak 3 min 24 s 32 (SB) Participation aux séries : Daryna Prystupa Olha Lyakhova | Royaume-Uni Eilidh Child Kelly Massey Shana Cox Margaret Adeoye 3 min 24 s 34 (SB) Participation aux séries : Emily Diamond Victoria Ohuruogu |
| 20 km marche | Elmira Alembekova 1 h 27 min 56 s | Lyudmyla Olyanovska 1 h 28 min 7 s | Anežka Drahotová 1 h 28 min 8 s (NR) |
| Saut en hauteur | Ruth Beitia 2,01 m (=WL) | Mariya Kuchina 1,99 m | Ana Šimić 1,99 m (PB) |
| Saut à la perche | Anzhelika Sidorova 4,65 m | Ekateríni Stefanídi 4,60 m | Angelina Zhuk-Krasnova 4,60 m |
| Saut en longueur | Éloyse Lesueur 6,85 m | Ivana Španović 6,81 m | Darya Klishina 6,65 m |
| Triple saut | Olha Saladukha 14,73 m (SB) | Ekaterina Koneva 14,69 m | Irina Gumenyuk 14,46 m (SB) |
| Lancer du poids. | Christina Schwanitz 19,90 m | Anita Márton 19,04 m (NR) | Yuliya Leantsiuk 18,68 m |
| Lancer du disque | Sandra Perković 71,08 m (NR) | Mélina Robert-Michon 65,33 m | Shanice Craft 64,33 m |
| Lancer du marteau | Anita Włodarczyk 78,76 m (WL, CR, NR) | Martina Hrašnová 74,66 m | Joanna Fiodorow 73,67 m |
| Lancer du javelot | Barbora Špotáková 64,41 m | Tatjana Jelača 64,21 m (NR) | Linda Stahl 63,91 m |
| Heptathlon | Antoinette Nana Djimou 6 551 pts (SB) | Nadine Broersen 6 498 pts | Nafissatou Thiam 6 423 pts |
| Records et Performances - AR : Record continental (area record) - CR : Record des championnats (championship record) - MR : Record du meeting (meet record) - NR : Record national (national record) - OR : Record olympique (olympic record) - PR : Record paralympique (paralympic record) - PB : Record personnel (personal best) - SB : Meilleure performance personnelle de la saison (season's best) - WL : Meilleure performance mondiale de l'année (world leader) - WJR : Record du monde junior (world junior record) - WR : Record du monde (world record) Circonstances et Conditions - DNF : N'a pas terminé (did not finish) - DNS : N'a pas pris le départ (did not start) - DQ : Disqualification (disqualification) - NM : Aucun essai valable enregistré (No Mark) - Q : Qualifié « directement » au prochain tour (ou à la prochaine compétition), lors d'une compétition majeure, grâce au classement ou à la réalisation des minima (automatic qualifier) - q : Qualifié au prochain tour (ou à la prochaine compétition), lors d'une compétition majeure, grâce au repêchage ou à la réalisation de l'une des meilleures performances parmi celles des « non qualifiés directement » (grâce au meilleur temps ou à la meilleure distance par exemple) (secondary qualifier) | | | |

### Tableau des médailles
- Pays organisateur (Suisse)

| Rang | Nation      | Or | Argent | Bronze | Total |
| ---- | ----------- | -- | ------ | ------ | ----- |
| 1    | Royaume-Uni | 12 | 5      | 6      | 23    |
| 2    | France      | 9  | 8      | 8      | 25    |
| 3    | Allemagne   | 4  | 1      | 3      | 8     |
| 4    | Russie      | 3  | 4      | 8      | 15    |
| 5    | Pays-Bas    | 3  | 2      | 1      | 6     |
| 6    | Pologne     | 2  | 6      | 4      | 12    |
| 7    | Ukraine     | 2  | 5      | 2      | 9     |
| 8    | Espagne     | 2  | 1      | 3      | 6     |
| 9    | Italie      | 2  | 1      | 0      | 3     |
| 10   | Biélorussie | 2  | 0      | 2      | 4     |
| 11   | Suède       | 1  | 2      | 0      | 3     |
| 12   | Tchéquie    | 1  | 1      | 4      | 6     |
| 13   | Hongrie     | 1  | 1      | 0      | 2     |
| 14   | Croatie     | 1  | 0      | 1      | 2     |
| 14   | Finlande    | 1  | 0      | 1      | 2     |
| 16   | Suisse      | 1  | 0      | 0      | 1     |
| 17   | Slovaquie   | 0  | 2      | 0      | 2     |
| 17   | Estonie     | 0  | 2      | 0      | 2     |
| 17   | Grèce       | 0  | 2      | 0      | 2     |
| 17   | Serbie      | 0  | 2      | 0      | 2     |
| 21   | Azerbaïdjan | 0  | 1      | 0      | 1     |
| 21   | Norvège     | 0  | 1      | 0      | 1     |
| 23   | Belgique    | 0  | 0      | 1      | 1     |
| 23   | Irlande     | 0  | 0      | 1      | 1     |
| 23   | Israël      | 0  | 0      | 1      | 1     |
| 23   | Portugal    | 0  | 0      | 1      | 1     |
| 23   | Turquie     | 0  | 0      | 1      | 1     |
|      | TOTAL       | 47 | 47     | 48     | 142   |

### Athlètes les plus médaillés
| Rang | Athlète                | Or | Argent | Bronze | Total |
| ---- | ---------------------- | -- | ------ | ------ | ----- |
| 1    | Mohamed Farah          | 2  | 0      | 0      | 2     |
| 1    | Adam Gemili            | 2  | 0      | 0      | 2     |
| 1    | Martyn Rooney          | 2  | 0      | 0      | 2     |
| 1    | Dafne Schippers        | 2  | 0      | 0      | 2     |
| 5    | Sifan Hassan           | 1  | 1      | 0      | 2     |
| 5    | Matthew Hudson-Smith   | 1  | 1      | 0      | 2     |
| 5    | Jodie Williams         | 1  | 1      | 0      | 2     |
| 8    | Harry Aikines-Aryeetey | 1  | 0      | 1      | 2     |
| 8    | Ashleigh Nelson        | 1  | 0      | 1      | 2     |
| 10   | Christophe Lemaitre    | 0  | 2      | 1      | 3     |
| 10   | Myriam Soumaré         | 0  | 2      | 1      | 3     |
| 12   | Olha Zemlyak           | 0  | 2      | 0      | 2     |
| 13   | Andy Vernon            | 0  | 1      | 1      | 2     |